# Yu Yiting
Yu Yiting (Changshan, 5 de setembro de 2005) é uma nadadora chinesa.

## Carreira
Yu Yiting participou do Campeonato Mundial de 2019 em Gwangju. Ela terminou em 11º nas semifinais dos 200 metros medley individual e em 14º na bateria preliminar dos 400 metros medley individual. Por causa da pandemia de COVID-19, as Olimpíadas de Tóquio não aconteceram até 2021. Nos 400 metros medley individual, Yu Yiting foi eliminado com o décimo primeiro tempo de vantagem. Ela chegou à final nos 200 metros medley individual e ficou em quinto lugar, 0,53 segundos atrás do terceiro colocado. O revezamento medley 4 x 100 metros ficou em quarto lugar, com Yu Yiting usado apenas no medley borboleta na corrida preliminar. No final de 2021, Yu Yiting ficou em quinto lugar no revezamento medley 4 x 50 metros no Campeonato Mundial de Pista Curta em Abu Dhabi. Nos 200 metros medley individual ela ficou em segundo lugar, atrás da canadense Sydney Pickrem. A equipe de revezamento medley 4 x 100 metros com Peng Xuwei, Tang Qianting, Zhang Yufei e Cheng Yujie ficou em terceiro lugar atrás das suecas e das canadenses, com as chinesas 0,05 segundos atrás do quarteto canadense. Wan Letian, Yu Yiting e Zhu Jiaming foram utilizados na bateria e também receberam a medalha de bronze.
Depois de um ano sem estreia internacional, Yu Yiting voltou à seleção chinesa no Mundial de 2023, em Fukuoka. Ela conquistou a medalha de bronze nos 200 metros medley individual, atrás de Kate Douglass e Alexandra Walsh, dos Estados Unidos. Yu não chegou às finais nos 50 metros borboleta e nos 400 metros medley individual. Nos Jogos Asiáticos de Hangzhou, no outono de 2023, Yu Yiting venceu os 200 e 400 metros medley individual e ficou em segundo lugar, atrás de seu compatriota Zhang Yufei nos 50 metros borboleta. Ela recebeu outra medalha de ouro pelo esforço preliminar no revezamento 4 x 100 metros livre.
Em fevereiro de 2024, no Campeonato Mundial em Doha, Yu Yiting conquistou a medalha de bronze nos 200 metros medley individual, atrás de Kate Douglass e Sydney Pickrem. Ela se classificou para a final dos 50 metros borboleta, mas desistiu. A equipe de revezamento 4 x 100 metros medley composta por Sun Mingxia, Tang Qianting, Yu Yiting e Ai Yanhan ficou em quarto lugar, quase três segundos atrás dos canadenses no bronze. O revezamento 4 x 100 metros livre misto com Wang Haoyu, Ji Xinjie, Yu Yiting e Ai Yanhan nadou o tempo mais rápido. Na final, Pan Zhanle, Wang Haoyu, Li Bingjie e Yu Yiting venceram a equipe de revezamento preliminar por mais três segundos e venceram à frente do quarteto australiano. Cinco meses depois, nos Jogos Olímpicos de 2024 em Paris, a equipe de revezamento 4 x 100 metros livre com Cheng Yujie, Wu Qingfeng, Yu Yiting e Yang Junxuan estabeleceu o terceiro tempo mais rápido. Na final, Yang Junxuan, Cheng Yujie, Zhang Yufei e Wu Qingfeng estabeleceram um novo recorde asiático em 3h30,30 minutos e ficaram em terceiro, atrás dos australianos e da equipe de revezamento dos EUA. A canadense Summer McIntosh venceu os 200 metros medley individual à frente de Kate Douglass e a australiana Kaylee McKeown, Yu Yiting ficou em quarto lugar, 0,41 segundos atrás de McKeown. A equipe chinesa de revezamento medley com Wang Xueer, Tang Qianting, Yu Yiting e Wu Qingfeng nadou o terceiro tempo mais rápido. Na final, Wan Letian, Tang Qiantin, Zhang Yufei e Yang Junxuan foram três segundos mais rápidos que a equipe de revezamento preliminar. O quarteto dos Estados Unidos venceu à frente dos australianos e dos chineses.